# Lipotriches cribrosa
Lipotriches cribrosa is een vliesvleugelig insect uit de familie Halictidae. De wetenschappelijke naam van de soort is voor het eerst geldig gepubliceerd in 1843 door Spinola.